# Albin Kurti
Albin Kurti (nascut el 24 de març de 1975) és un polític kosovar que exerceix com a primer ministre de Kosovo des del 2021, que havia ocupat anteriorment el càrrec de febrer a juny del 2020.
El 1997 es va destacar com a vicepresident del sindicat d'estudiants de la Universitat de Pristina i principal organitzador de les manifestacions estudiantils no violentes de 1997 i 1998. Kurti va treballar llavors a l'oficina d'Adem Demaçi quan aquest es va convertir en el representant polític de l'Exèrcit d'Alliberament de Kosovo (KLA). Kurti és membre de l'Assemblea de la República de Kosovo des del 2010 en tres legislatures consecutives.

## Vida personal
Albin Kurti va néixer el 24 de març de 1975 a Pristina, província de Kosovo de SFR Iugoslàvia. El pare de Kurti, Zaim Kurti és originari d'una família albanesa del poble de Sukobin al municipi d'Ulcinj, Montenegro; enginyer, es va traslladar a Pristina a la recerca de feina. La mare de Kurti, Arife Kurti és una mestra de primària jubilada, nascuda i educada a Pristina. Kurti també té 2 germans, Arianit i Taulant. Kurti va acabar la seva educació primària i mitjana a Pristina. Es va graduar a la universitat l'any 2003 en Enginyeria de Telecomunicacions i Informàtica a la Facultat d'Enginyeria de la Universitat de Pristina.
Està casat amb la noruega Rita Augestad Knudsen i tenen una filla anomenada Lea. A més del seu albanès nadiu, també parla serbi, francès i anglès. A més de la seva ciutadania de Kosovo, Kurti també té la ciutadania albanesa i ha votat a les eleccions albaneses.

## Protagonisme i detenció
Albin Kurti va tenir protagonisme per primera vegada l'octubre de 1997, com un dels líders de les protestes estudiantils a Kosovo. Els estudiants albanesos van protestar contra l'ocupació del campus de la Universitat de Pristina per part de la policia iugoslau. L'ocupació havia començat l'any 1991 i havia fet que el personal acadèmic i els estudiants d'ètnia albanesa haguessin d'utilitzar llocs alternatius per a les seves classes perquè la llei sèrbia els prohibia l'ús de les instal·lacions universitàries. Les protestes van ser aixafades violentament, però els estudiants i Kurti no van aturar la resistència i van organitzar altres protestes els mesos següents. El juliol de 1998, Kurti va col·laborar com a assistent del representant polític Adem Demaçi, proper a l'Exèrcit d'Alliberament de Kosovo (UÇK). Aquestes accions el van convertir en un objectiu de la policia iugoslava.
L'abril de 1999, durant el bombardeig de l'OTAN a Iugoslàvia, Kurti va ser arrestat i severament colpejat per les forces iugoslaves. Primer va ser enviat a la presó de Dubrava, però quan l'exèrcit serbi es va retirar de Kosovo, el van traslladar a una presó de Požarevac el 10 de juny de 1999. Més tard aquell any, va ser acusat de "posar en perill la integritat territorial de Iugoslàvia i conspirar per cometre una activitat enemiga vinculada al terrorisme" i va ser condemnat a 15 anys de presó.

## Carrera política
Kurti va ser alliberat el desembre de 2001 després de la caiguda de Slobodan Milosevic sent indultat pel president Vojislav Koštunica enmig de la pressió internacional. Des del seu alliberament, va treballar fora de la política de partits a Kosovo, però va ser un greu crític de la Missió d'Administració Provisional de les Nacions Unides a Kosovo (UNMIK) i de la corrupció. Va organitzar protestes no violentes en suport de les famílies dels familiars dels quals van desaparèixer a la guerra, i a favor de l'autodeterminació de Kosovo. El 23 d'abril de 2003 Kurti es va graduar en Ciències de la Computació i les Telecomunicacions per la Universitat de Prishtina. Va ser un activista de l'Action for Kosovo Network (AKN), que es va formar el 1997, i va ser un moviment la missió del qual es va centrar en els drets humans i la justícia social, l'educació, la cultura i l'art.
El 12 de juny de 2005, els activistes de l'AKN van escriure l'eslògan "Sense negociacions, autodeterminació" a les parets dels edificis de la UNMIK. La policia, amb l'ajuda de la policia de l'ONU, va arrestar, empresonar i condemnar centenars d'activistes, inclòs Kurti. Aleshores AKN va canviar el seu nom pel de Vetëvendosje (Moviment d'Autodeterminació). Vetëvendosje va exigir un referèndum sobre l'estatus de Kosovo, afirmant que "només amb un referèndum com a ús del dret internacional a l'autodeterminació, podrem aconseguir una solució democràtica per a Kosovo, en lloc de negociacions que comprometin la llibertat". El 2007 va ser detingut uns mesos per participar en violentes protestes contra UNMIK i contra el Pla Ahtisaari i les negociacions entre Sèrbia i Kosovo sobre l'estatus definitiu de Kosovo.

## Primer ministre de Kosovo
El 3 de febrer de 2020, Albin Kurti, guanyador de les eleccions legislatives kosovars de 2019 va ser elegit primer ministre de Kosovo amb 66 vots a favor i 10 abstencions, 34 diputats de l'oposició van boicotejar la votació i van abandonar l'edifici de l'assemblea de Kosovo. Una de les primeres decisions de Kurti i el seu gabinet va ser derogar l'increment salarial impopular concedit als ministres pel govern anterior de Ramush Haradinaj i retornar els sous al seu import anterior. Com a resultat, el salari mensual del primer ministre fixat en 2.950 € tornava a 1.500 € per a Kurti. Com a part de la plataforma política del seu govern, Kurti pretén introduir un període de tres mesos de servei de reclutament militar a Kosovo, considerant que és important per a la defensa del país.
El 30 d'abril de 2020, el president de Kosovo, Hashim Thaçi va encarregar a Avdullah Hoti la formació d'un nou govern després que el gabinet de Kurti perdés una moció de censura al Parlament, però l'1 de maig el Tribunal Constitucional va suspendre l'aplicació del decret presidencial fins al 29 de maig de 2020 i el 28 de maig va valorar que el president havia actuat d'acord amb la Constitució. El tribunal suprem de Kosovo va dictaminar el desembre que el país havia de celebrar noves eleccions generals després d'invalidar l'elecció del govern del juny pel vot d'un diputat que des de llavors va estar empresonat.
El 26 de gener de 2021, el panel de queixes electorals de Kosovo va prohibir a Kurti presentar-se a les eleccions legislatives kosovars de 2021, ja que havia estat condemnat per un delicte menys de tres anys abans de les eleccions. Malgrat això, Vetëvendosje va guanyar per contundència amb el 50,28% dels vots. Kurti va ser elegit primer ministre de Kosovo per segona vegada el 22 de març de 2021 amb 67 membres de l'assemblea votant a favor i 30 en contra, i fou reelegit en les eleccions legislatives kosovars de 2024 amb majoria absoluta.